# スルターン・ビン・サールミーン・サイード・アル＝マンスーリー
スルターン・ビン・サールミーン・サイード・アル＝マンスーリー（アラビア語: سلطان بن سالمين سعيد المنصوري Sulṭān bin Sālmīn Saʿīd al-Manṣūrī、英語: Sultan Salmeen Saeed al-Mansouri / Sultan Salmeen Saeed Al Mansouri スルターン・サールミーン・サイード・アル＝マンスーリー、1960年1月1日 - ）は、カタールの空軍軍人、外交官、大使。総飛行時間は3500時間以上。外交官としては、在英駐在武官兼在仏駐在武官（非常駐）などを経て、2013年から2019年にかけて北京常駐の在中国大使。このとき非常駐の在北朝鮮大使、在モンゴル大使も兼任。中朝蒙3ヶ国の大使を離任した後は、ウィーン常駐の在オーストリア大使兼在ウィーン国際機関カタール政府常駐代表を務めている。

## 経歴
1979年、イギリス陸軍航空学校を卒業。その後、イギリスに留まって空軍軍人としての職務を歴任。
1992年、エジプトの第42期指揮航空幕僚課程に参加。
2000年から2003年にかけて、在イギリスカタール大使館で在英駐在武官および在仏駐在武官（非常駐）を務める。
2005年、ナセル軍事アカデミーと提携のエジプト国防大学で履修。2009年にナセル軍事アカデミーで戦術哲学の博士号を取得した。
2013年9月、在中華人民共和国大使に任命される。翌2014年の3月22日、北京の人民大会堂で習近平国家主席に信任状を捧呈。
2015年4月1日、在北朝鮮大使として平壌を訪問し、万寿台議事堂で最高人民会議常任委員会の金永南委員長に信任状を捧呈した。アル＝マンスーリーが在北朝鮮大使として在任中の2017年9月19日、カタール政府は国連安保理決議による対北朝鮮制裁として、それまで1000人規模でいた在カタール北朝鮮人労働者への就労ビザの発給を停止して、ビザを更新しない旨を通告した。
2019年8月より、ウィーン常駐の在オーストリア大使兼在ウィーン国際機関カタール政府常駐代表。